# Vitomir Milošević
Vitomir Milošević (* 12. Oktober 1965 in Živinice, SFR Jugoslawien) ist ein bosnischer Fußballspieler und -trainer.
Milošević spielte von 1989 bis 1994 für FK Željezničar Sarajevo in der Prva Liga, der höchsten jugoslawischen Spielklasse. Von 1994 bis 2002 war für Eintracht Trier als Abwehrspieler aktiv. Von 2003 bis 2007 war Milošević Trainer der zweiten Mannschaft der Eintracht Trier, 2006 kurzzeitig Interimstrainer der ersten Mannschaft.
Mitte der Saison 2009/2010 übernahm er das Amt der Spielertrainer bei der SG VfL Trier/Mariahof in der Kreisliga B des Fußballkreis Trier. Nach der Auflösung der SG trainierte er in der Saison 2010/2011 als Spielertrainer die SSG Trier-Mariahof in der Kreisliga C Trier/Eifel. In der Winterpause trennten sich Verein und Trainer.
In der Saison 2011/2012 und erneut 2016 übernahm Milošević das Traineramt beim Bezirksligisten SV Leiwen-Köwerich.
Milosevic ist außerdem Besitzer des Hotelrestaurants Balkan in Trier.